# سان فرناندودل وله دکاتامارکا
کاتامارکا (به اسپانیایی: Catamarca) شهری در کشور آرژانتین، استان کاتامارکا است که در سال ۲۰۰۹ میلادی، حدود ۱۹۶٬۰۰۰ نفر جمعیت داشته است.

## نگارخانه

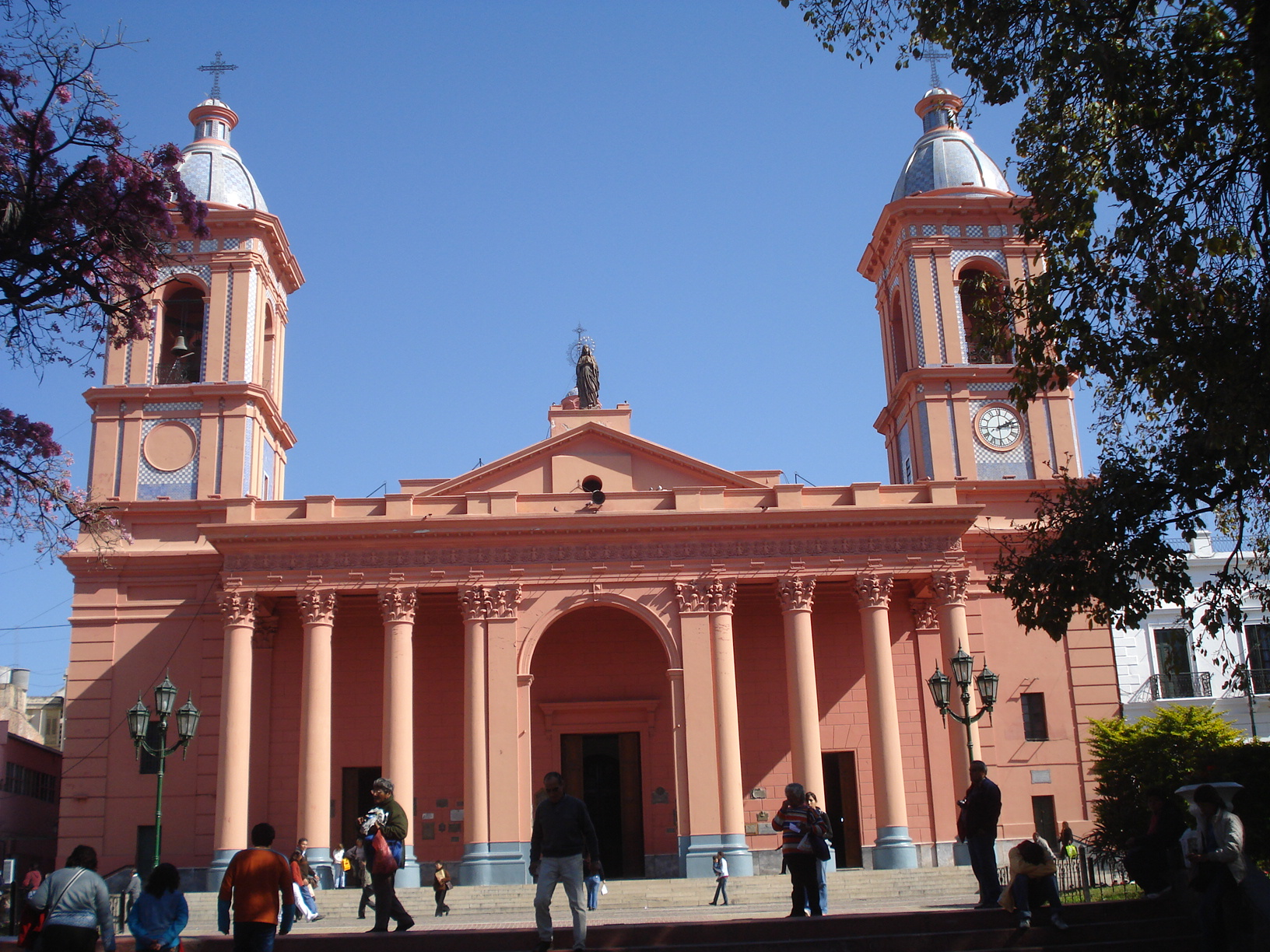
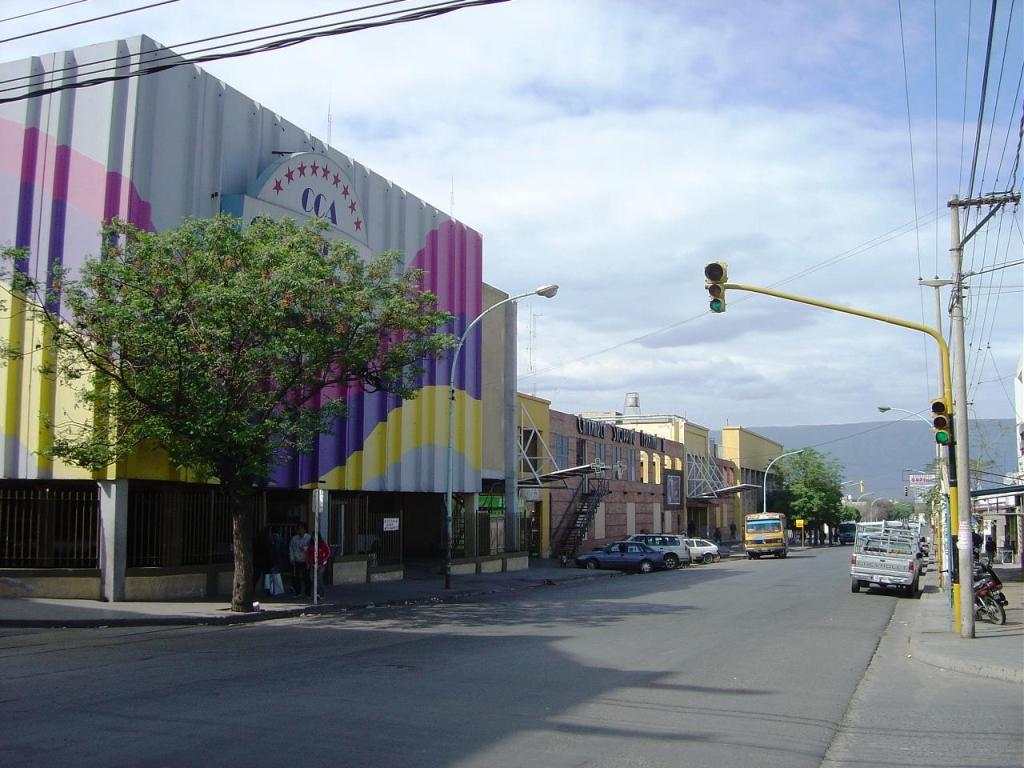